# Bahnhof Amersfoort Staat Aansluiting
Der Bahnhof Amersfoort Staat Aansluiting ist ein ehemaliger Bahnhof in Amersfoort und war zu seiner Bauzeit Anschlussbahnhof der Bahngesellschaft Hollandsche IJzeren Spoorweg-Maatschappij (HIJSM/HSM) zur Strecke Amersfoort-Kesteren über den Bahnhof Amersfoort-Staat und der zur Niederländischen Zentralbahngesellschaft (NCS) gehörenden Bahnstrecke Utrecht–Kampen.

## Geschichte

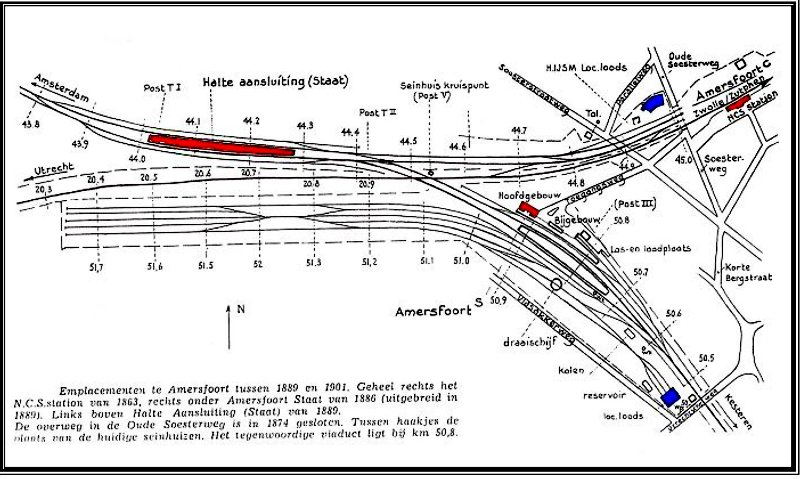
Bahnhofssituation in den 1890ern:
Links Amersfoort Staat Aansluiting,
etwas östlich davon der Neubau nicht eingezeichnet

Die HIJSM betrieb ab 1886 eine Staatsbahn vom Bahnhof Amersfoort-Staat nach Kesteren und ab 1889 weiter nach Nijmegen. Um den Reisenden einen Umsteigepunkt zu bieten, wurde 1889 der Bahnhof Amersfoort Aansluiting eröffnet. Dieser Bahnhof lag an der Ostbahn aus Richtung Baarn kommend, vor der Abzweigung zu den Bahnhöfen Amersfoort (NCS) und Amersfoort Staat. Der Inselbahnhof war nur zum Umsteigen gedacht und hatte daher keinen Ausgang bzw. Straßenanschluss. Da die Situation der drei Bahnhöfen der Stadt nicht ideal war, baute HSM als Ersatz für die drei Bahnhöfe den neuen Hauptbahnhof Amersfoort Centraal etwas östlicher auf dem Gelände des Bahnhofs Amersfoort Aansluiting, an den auch die Zentralbahn aus Utrecht angeschlossen werden konnte. Centraal wurde 1902 eröffnet und Amersfoort Aansluiting wurde mit seiner Eröffnung im Jahr 1901 geschlossen und abgerissen.